# Madison McLaughlin
Madison Blaine McLaughlin (Baton Rouge, 5 novembre 1995) è un'attrice statunitense.

## Biografia
McLaughlin è nata nel novembre 1995 a Baton Rouge, in Louisiana, prima di trasferirsi a Los Angeles con la sua famiglia quando aveva 11 anni. Ha tre sorelle più giovani: Marissa, Mallory e Mahrynn. Ha iniziato la sua carriera nel settore dell'intrattenimento come modella bambina e successivamente è passata alla recitazione.
Ha partecipato al concorso Miss California Teen USA nel 2009.

## Filmografia

### Cinema
- Meteor Apocalypse - Pioggia di fuoco (Meteor Apocalypse), regia di Micho Rutare (2010)
- Stacy's Mom, regia di Patrick Sayre (2010)[4]
- Most Likely to Murder, regia di Kaila York (2019)[5][6]
- Sun Moon, regia di Sydney Tooley (2023)[7]

### Televisione
- Dangerous Women – serie TV (2009)[8]
- The Mentalist – serie TV, episodio 4x06 (2011)[9]
- NCIS - Unità anticrimine (NCIS) – serie TV, episodio 10x08 (2012)[10]
- Isabel, regia di Todd Holland – film TV (2012)[11]
- Supernatural – serie TV, 2 episodi (2012–2013)
- Teen Wolf – serie TV, episodio 3x08 (2013)
- Major Crimes – serie TV, 5 episodi (2013)[12]
- Modern Family – serie TV, episodio 5x07 (2013)
- Mad Men – serie TV, episodio 7x10 (2015)
- Girl Meets World – serie TV, episodio 2x06 (2015)[13]
- Finding Carter – serie TV, 2 episodi (2015)
- Chicago P.D. – serie TV, 9 episodi (2015)
- Arrow – serie TV, 11 episodi (2016–2017)
- Code Black – serie TV, episodio 3x13 (2018)
- Aware I'm Rare – serie TV, episodio 1x01 (2019)[14]
- Roswell, New Mexico – serie TV, episodio 2x08 (2020)
- The Blank's YPF – serie TV, episodio 3x01 (2022)